# Elkton, Michigan
Elkton är en by i Huron County i den amerikanska delstaten Michigan med en yta av 2,6 km² och en folkmängd, som uppgår till 863 invånare (2000). Orten är belägen i regionen The Thumb i Michigan.